# 司馬卬
司馬 卬（しば ごう、? - 紀元前205年）は、秦末から楚漢戦争期にかけての武将。曾祖父は趙の武将の司馬蒯聵。祖父は司馬昭豫。父は司馬憲。 

## 生涯
二世皇帝元年（紀元前209年）、反秦討伐を起こした陳勝が派遣した武臣が趙に発進すると、司馬卬は武臣に従軍した。後に武臣が部下の李良に弑されると張耳の配下となり、南下して河内地方を平定した。
二世皇帝3年（紀元前207年）、趙の別働隊を率いていた司馬卬は黄河を渡り関中に入ろうとしたが、おなじく秦を攻略して関中に入ろうとしていた沛公劉邦は黄河の渡し場を封鎖して司馬卬の進軍を阻止した。秦の滅亡後、項羽が各地に諸侯を封建した際に、司馬卬は功績があったため河内地方を中心とした殷王に封じられた。
前漢の高祖元年（紀元前206年）、各地の反乱に便乗する形で司馬卬も反旗を翻すが、派遣された項羽配下の都尉・陳平に鎮圧された。
高祖2年（紀元前205年）、漢王劉邦は韓信を得て関中を出て進軍したために、これを聞いた司馬卬は河南王申陽とともにあっさりと劉邦に降った。劉邦は殷国を河内郡として漢の直轄領となった。その後、劉邦に従い項羽の拠点彭城に入るが、劉邦が項羽に大敗した際に死亡した（睢水の戦い）。
通俗小説の『通俗漢楚軍談』によると、項羽に討ち取られるということになっている。

## その子孫
晋（西晋・東晋）の皇室で、河内郡温県の司馬氏（著名人は司馬懿ら）の先祖は、河内に定住した司馬卬の子孫であると記されている。

## 脚註
1. ↑  卬（ごう、仰の古字）は「仰」－「亻」から成り、卭（邛、きょう）は「工」＋「卩」から成る別の字である。
2. 1 2 3  『史記索隠』「司馬氏系本曰、蒯聵生昭豫、昭豫生憲、憲生卬。」
3. ↑  『漢書』巻1上高帝紀上
4. ↑  『晋書』宣帝紀